# Aorico
Aorico fue un caudillo tervingio, hijo de Ariarico. Fue padre del juez tervingio Atanarico y de Rocestes.

## Biografía
En el año 332 el emperador romano Constantino el Grande y Ariarico acordaron un foedus por el que los tervingios tenían que pagar un tributo al emperador y proporcionar reclutas al ejército imperial. El hijo de Ariarico, Aorico, pasó a educarse en Constantinopla como un rehén para garantizar la paz.
En la década de 340 surgió un conflicto entre los tervingios y los romanos por el que aquellos cruzaron en invierno el Danubio, en aquel momento helado, para invadir Mesia. Este conflicto puede estar relacionado con la persecución llevada por Aorico contra los cristianos en 348, vistos no sólo como una amenaza contra la religión tradicional, sino como una amenaza prorromana. Pero como el emperador Constancio II estaba en guerra con los persas, llegó a un acuerdo con los tervingios.